# KBStV Rhaetia München
Die Katholische Bayerische Studentenverbindung Rhaetia ist eine katholische Studentenverbindung in München mit rund 400 Mitgliedern und die einzige dediziert bayerische Studentenverbindung. Sie ist farbentragend und lehnt die Mensur ab. Der Philisterverein gibt das Mitgliedermagazin Rhaeten-Herold heraus.

## Geschichte

### Gründung

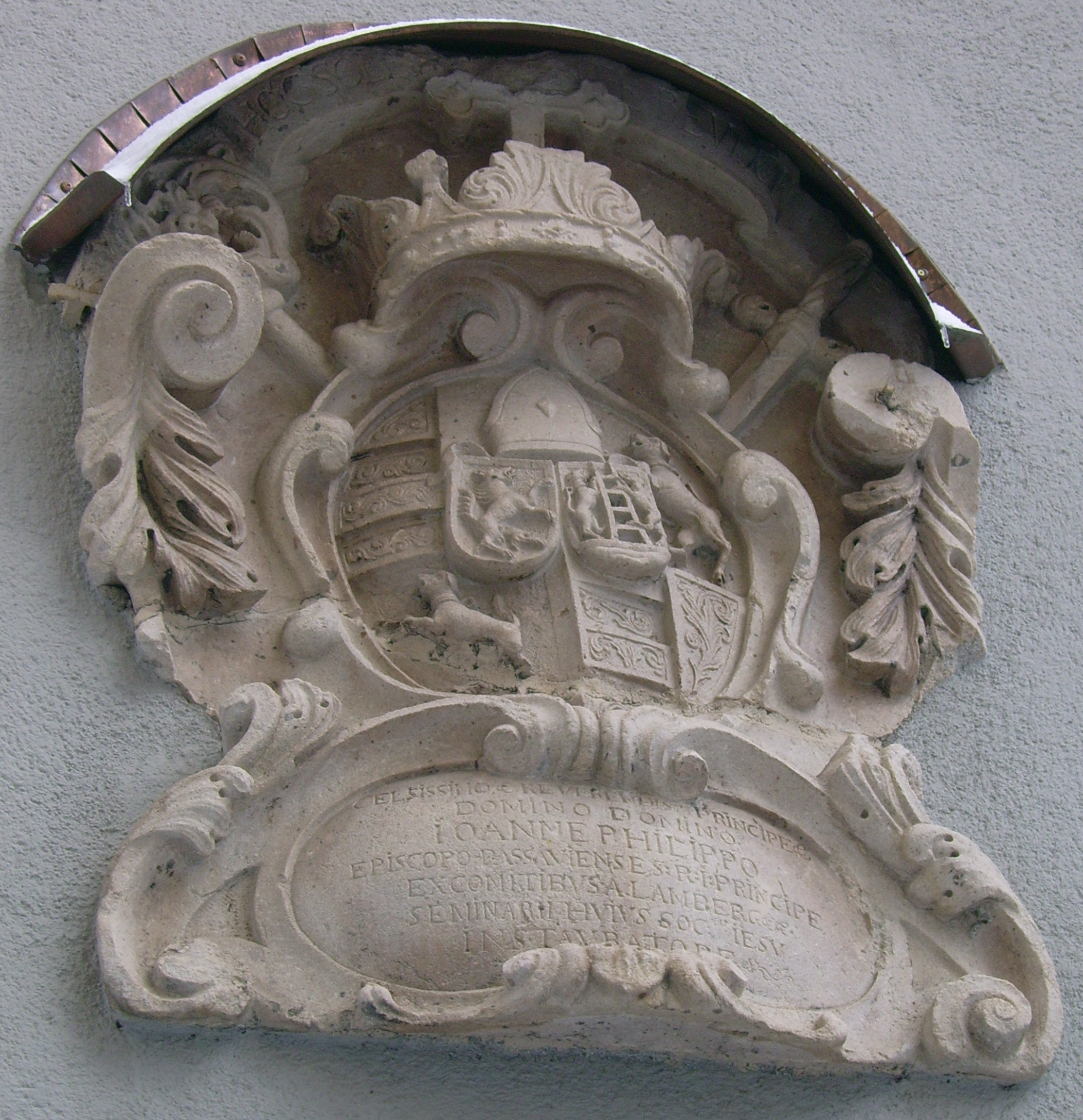
Wappenstein am Rhaetenhaus

Die KBStV Rhaetia München wurde am 23. Juli 1881 von 18 Studenten der Ludwig-Maximilians-Universität gegründet. Diese Studenten waren ehemals Mitglieder der KDStV Aenania München, welche dem farbentragenden katholischen Cartellverband (CV) angehörte.
Hintergrund für die Trennung waren zum einen die damaligen Zeitumstände sowohl des Kulturkampfes mit der Ablehnung des Ultramontanismus als auch der staatspolitischen Auffassungen. Die Rhaeten wollten sich damals von den Befürwortern des Deutschen Reiches absetzen und traten nachhaltig für die Stärkung einer Autonomie Bayerns und seines Königshauses ein. Dies führte auch zur Ablehnung des über den gesamten deutschsprachigen Raum verteilten Cartellgedankens des CV und KV, dem seinerzeit alle drei katholischen Münchener Verbindungen verfolgten. „Ihr heller Zorn darüber, daß sie im eigenen Land, auf eigenem Boden und im eigenen Bund Freiheit und Mitbestimmungsrecht verlieren und nichtbayerischer Überstimmung unterliegen sollten, veranlaßte viele Bayern, Schwaben und Pfälzer aus dieser Korporation auszutreten und eine rein bayerische Verbindung zu gründen.“ So kam es innerhalb der Verbindung zu einem Disput, der damit endete, dass am 17. Juli gegen diejenigen dreizehn Burschen ein Antrag auf Dimission gestellt wurde, „welche die Loslösung Aenanias vom Kartellverband bezweckten“. Diese Gruppe formierte sich und fasste den Plan, eine gesonderte Verbindung zu gründen, was später dann im „Gasthaus zum Morgenstern“ (St.-Anna-Vorstadt) vollzogen wurde. Damit setzte man den Schwerpunkt von einer katholischen deutschen hin zu einer betont katholischen und bayerischen Studentenverbindung.
Der Name „Rhaetia“ gründet auf die römische Provinz Raetia, das vor allem das heutige Südwestbayern abdeckt. Der zuerst erwogene Name Bavaria war bereits durch den Corps Bavaria München genutzt, sodass man um Verwechslungen auszuschließen darauf verzichtete.

### Gründungszeit bis 1900

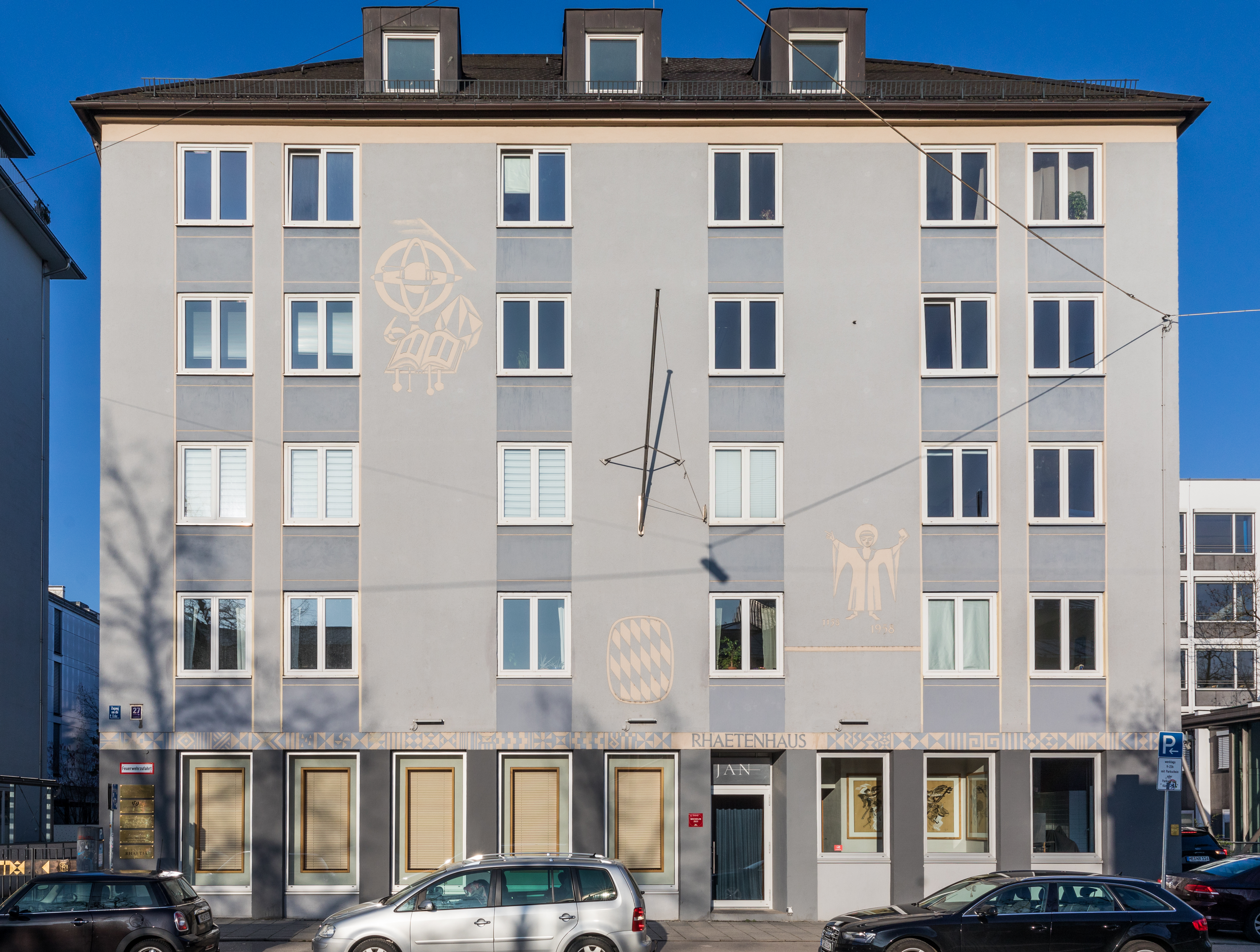
Die Front des Rhaetenhauses mit der Aufschrift Rhaetenhaus, den Wappen Bayerns, Münchens und einem Symbol für die Wissenschaft

In der Anfangszeit war das Erreichen einer sinnvollen Mitgliederzahl für die Verbindung schwierig, da drei Theologiestudenten ins Priesterseminar Georgianum übersiedelten. Der Rhaetia kam der Umstand zugute, dass der Convent der nicht farbentragenden KStV Ottonia München aus dem katholischen Kartellverband (KV) vom 20. November 1883 14 Süddeutsche auf einmal aus dem Vereine warf, weil sie es gewagt hatten, der Tyrannis der Preußen zu widerstreben und sie sich in den nächsten Wochen entschlossen der Rhaetia beizutreten. Dabei wurde auch zum ersten Mal das Bayern-Prinzip in Frage gestellt, weil drei von ihnen Württemberger waren. Jedoch einigte man sich einvernehmlich darauf, den dreien die Mitgliedschaft im Sinne des Prinzips zu verwehren.
Am 19. November 1884 fasste man den Beschluss, von der ersten Kneipe ab offiziell Couleur zu tragen. Dieser Beschluss wurde am 10. Januar 1885 mit einem Couleurantrittskommers feierlich umgesetzt. Am 16. Mai 1885 wurde im Rahmen des K.V.C. ein Fest zu Ehren von Johann Nepomuk von Ringseis an dessen 100. Geburtstag veranstaltet. Zum Stiftungsfest 1887 wurde von einem der Gründer, Mayerhofer, ein Festgedicht verfasst, welches zum Bundeslied proklamiert wurde. Am 19. Dezember 1887 wurde die erste Filialverbindung der Rhaetia in Eichstätt unter dem Namen „Rhaetia Eystettensis“ gegründet, welche aber nach zwei Semestern wieder aufgelöst wurde. Mit einem Beschluss vom 6. Februar 1888 wurde der K.V.C. mit den Verbindungen Aenania und Helvetia für aufgelöst erklärt; hieraus bildete sich wenig später der allgemeine Studentenausschuss und in den 1890er Jahren der K.C.C., dem zusätzlich Verbindungen des Münchener KVs angehörten.
1889 wurde der Gründungsbursch Johann Schmaus erster Philistersenior des neu gegründeten Philistervereins. Er übte das Amt bis 1901 aus.

### 1900 bis 1930
Die zweite Gründung einer Filialverbindung erfolgte durch einige Studenten um Peter Schneider, welche nach ihrem Studium in München nach Würzburg gekommen sind, am 2. Dezember 1905 unter dem Namen „Rhaetia Herbipolensis“. Somit hatte die Rhaetia zwei Aktivenbetriebe an zwei Standorten und den gemeinsamen Altherrenverband als „Katholische Bayerische Studentenverbindung Rhaetia München–Würzburg“. Aufgrund von Mitgliederschwund erfolgte 1925 die Abspaltung der Würzburger Aktivitas und der Würzburg näher stehenden Philister, wobei diese Verbindung das Bayern-Prinzip aufgab, den Namen 1926 in „KDStV Franco-Raetia“ abänderte und 1933 dem CV beitrat. Die KDStV Franco-Raetia Würzburg besteht noch heute und pflegt einen regen Austausch mit ihrer Mutterverbindung.
Zum 25. Stiftungsfest nahm zum ersten Mal ein Mitglied der königlichen Familie, Prinz Ludwig von Bayern, an der Zeremonie teil. Diese betont bayerisch-royalistische Tradition setzte Kronprinz Rupprecht von Bayern fort, der sein Leben lang oft bei der Rhaetia zu Besuch war. Außerdem zeichnete er die Verbindung als solche mit der „Kronprinz Rupprecht-Medaille“ aus.
Während des Ersten Weltkrieges verblieben nur zwei Burschen in der Aktivitas, während 200 Mitglieder der Verbindung Militärdienst leisteten, von denen 40 starben. Ab 1923 wurde das vierteljährlich, später monatlich, erscheinende einheitliche Verbindungsblatt „Rhaeten-Herold“ herausgebracht.

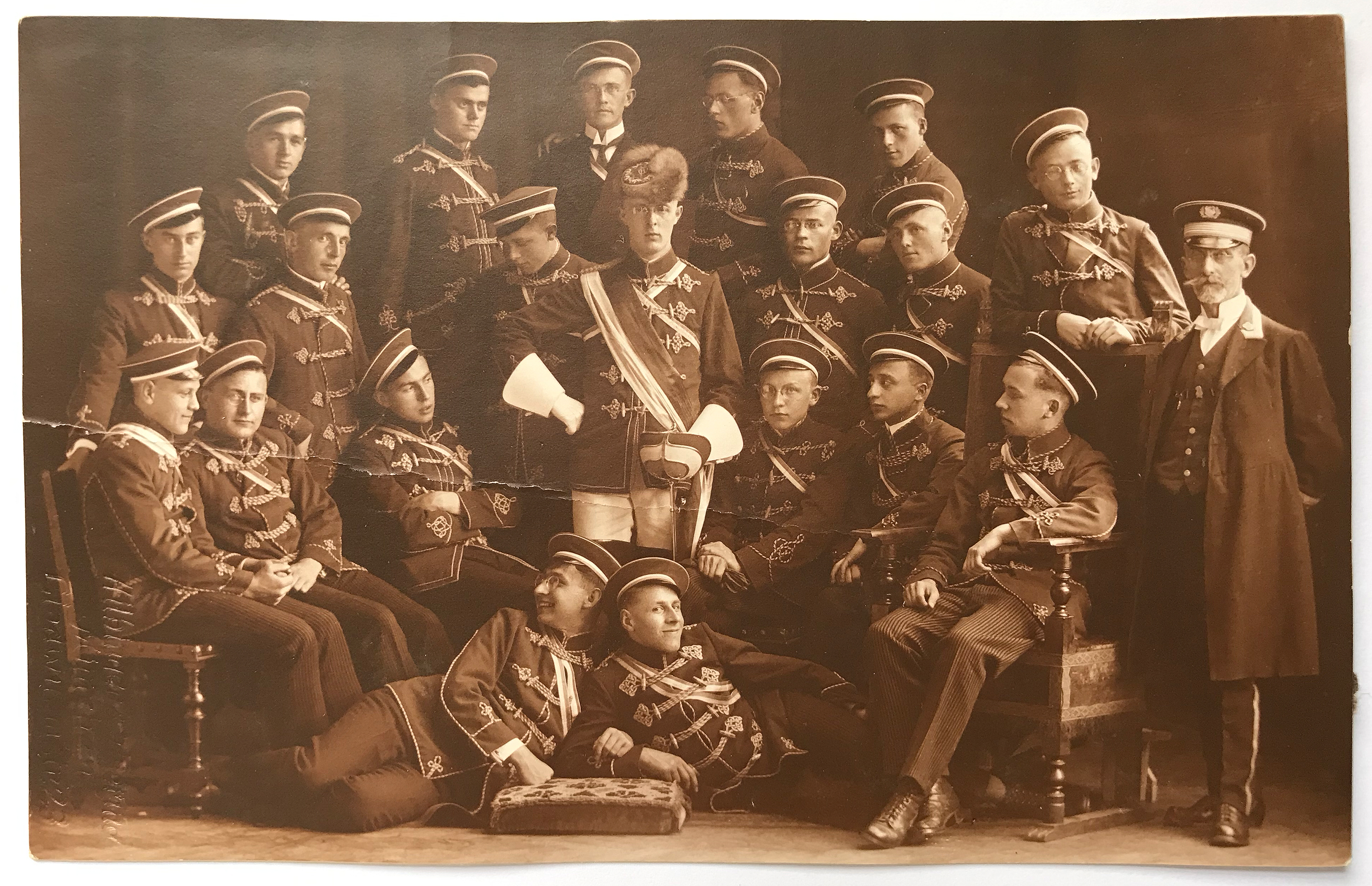
Fuchsenstall im Sommersemester 1924

Die traditionell guten und engen Verbindungen Rhaetias zum Haus Wittelsbach ergaben sich aus dem rhaetischen Lebensprinzip „bavaria“ wie auch aus der langen monarchischen Tradition, die Bayern so nachhaltig prägte. Demzufolge wurde in den 1920er Jahren auch sehr intensiv über eine staatliche Neuordnung Deutschlands nach dem Ersten Weltkrieg diskutiert. Das galt vor allem im Hinblick auf die Berücksichtigung bayerischer Belange in der Weimarer Republik, auch im Sinne bayerisch-rhaetischer Patrioten wie etwa eines Johann Baptist Sigl oder eines Georg Heim (siehe bekannte Mitglieder). Eine andere Strömung strebte in Folge des Zerfalls der österreichischen Doppelmonarchie eine Abkehr von der dezidiert bayerischen Prägung an, um eine Erweiterung des Einzugsbereichs um die deutschsprachigen Landesteile Österreichs erreichen zu können (vgl. Großdeutsche Lösung). Da dies innerhalb der Rhaetia aussichtslos war, traten einige Rhaeten aus der Verbindung aus und gründeten am 19. Dezember 1932 die waffenstudentische Großdeutsche Landsmannschaft Bayern.
1901 bis 1917 war Ferdinand Vogelgsang der Philistersenior. Ihm folgten Georg Goetz, Hans Rauch und Ludwig Bruner nach.

### 1930 bis 1945
Da die Verbindung zu dieser Zeit über 600 Mitglieder mit 130 Aktiven besaß, wurde ein eigenes Verbindungshaus angestrebt, welches im Januar 1933 in der Luisenstraße 31 erworben werden konnte.
Weil die NS-Ideologie mit dem katholischen Prinzip unvereinbar war, wurden 1932 nach vielen zeitbedingten Diskussionen über die politischen Entwicklungen die NS-Verfechter letztlich dazu aufgefordert, freiwillig die Verbindung zu verlassen, was 13 Burschen und 22 Philister daraufhin taten. Auch ein Artikel der Münchner Zeitung befasste sich mit dem inneren Zwist der Rhaetia. So verließen bis 1942 noch weitere 40 Philister die Verbindung, weil sie nicht mit dem rigorosen Widerspruch zur NS-Weltanschauung einverstanden waren. Davor hatten sie noch durch Mittelsmänner die Forderung zur Amtsniederlegung an den Philistervorstand und den Ausschuss gestellt und dabei gedroht, weitere amtliche und öffentliche Schritte folgen zu lassen. Jedoch blieb der Vorstand um Max Lebsche (Philistersenior Rhaetiae von 1933 bis 1957) hart und hielt am regimekritischen Kurs fest, bestärkt durch die Erklärung der deutschen Bischöfe vom 28. März 1933 und den katholischen Widerstand. Auf diese Erklärung hin gab es bereits im Juni 1933 eine offizielle Erklärung des Philisterausschusses Rhaetias zu der neuen politischen Situation, nach welcher die „Kundgebung der Fuldaer Bischofskonferenz über die nationalsozialistische Bewegung“ vom 28. März 1933 für die Verbindung maßgebend sei. In dieser Erklärung bleiben die deutschen Bischöfe trotz gewisser Relativierungen und der Hoffnung auf ein für die Kirche günstiges Konkordat bei ihrer grundsätzlichen Verurteilung bestimmter religiös-sittlicher Irrtümer des Nationalsozialismus. Insofern konnte sich Rhaetia damit durchaus bestärkt fühlen. Die Erklärung Rhaetias schließt mit den Worten „Unsere Liebe und unsere Kraft gehört unseren Idealen: Gott und Vaterland. Ihnen zu dienen sind wir wie in der Vergangenheit so auch jetzt und in aller Zukunft bereit.“ Auch deshalb rühmte Kardinal Michael von Faulhaber, Erzbischof von München und Freising, Rhaetia bereits 1936 mit folgenden Worten: „Auf einem weiten Trümmerfeld ragt eine einzige Säule. Rhaetia ist ihr Name“. Dies beurteilte Kardinal Faulhaber auch nach dem Krieg noch so. Gegenüber seinem Sekretär, Domkapitular Josef Thalhamer, erklärte er 1949, er habe nicht vergessen, dass Rhaetia 1933 bis 1945 „in Treue zur Kirche – ihrem Glauben, ihrer Sitte, ihrer Heimat zugetan – ausgehalten hat“. Beredtes Zeugnis dafür ist die Tatsache, dass sich Rhaetia mit zahlreichen Aktiven und Philistern noch 1935 mit Chargen in Wichs und Fahne an der Fronleichnamsprozession in München beteiligte und damit öffentlich ihre Treue zu Glaube und Kirche unterstrich. Aus der unnachgiebigen Haltung Rhaetias gegen das NS-Regime resultierte dann unter anderem der Ausschluss aus der Bündischen Kammer der Studentenschaft, die Entlassung Max Lebsches als Professor aus dem Staatsdienst und die Enteignung des Rhaetenhauses 1938. Damit hatte die Rhaetia ihr Zentrum verloren, durch das der vereinte Widerstand erst in dieser Form möglich war. 1938 wurde Rhaetia wie alle anderen katholischen Korporationen verboten. Bereits im Wintersemester 1938/39 wurde das Rhaetenhaus in der Luisenstraße 31 von der NS-Kameradschaft Prinz Eugen (als Teil der Altherrenschaft des Corps Suevia und deren Aktivitas) bezogen.  Laut Notariatsurkunde vom 11. Januar 1943 wurde das Verbindungsanwesen ohne Entschädigung an den NS-Altherrenbund der Studenten übertragen. Die Fahnen, Schläger (die traditionell zur studentischen Wichs gehören, bei Rhaetia als nicht-schlagender Verbindung jedoch grundsätzlich nicht als solche für Schläge oder Duelle verwendet wurden und werden) und das übrige Chargenzubehör wurden an verschiedenen Orten aufbewahrt und konnten so größtenteils nach dem Zweiten Weltkrieg gerettet werden. Am 7. September 1943 wurde das Rhaetenhaus von einer Brandbombe der britischen Royal Air Force zerstört.

### Seit 1945

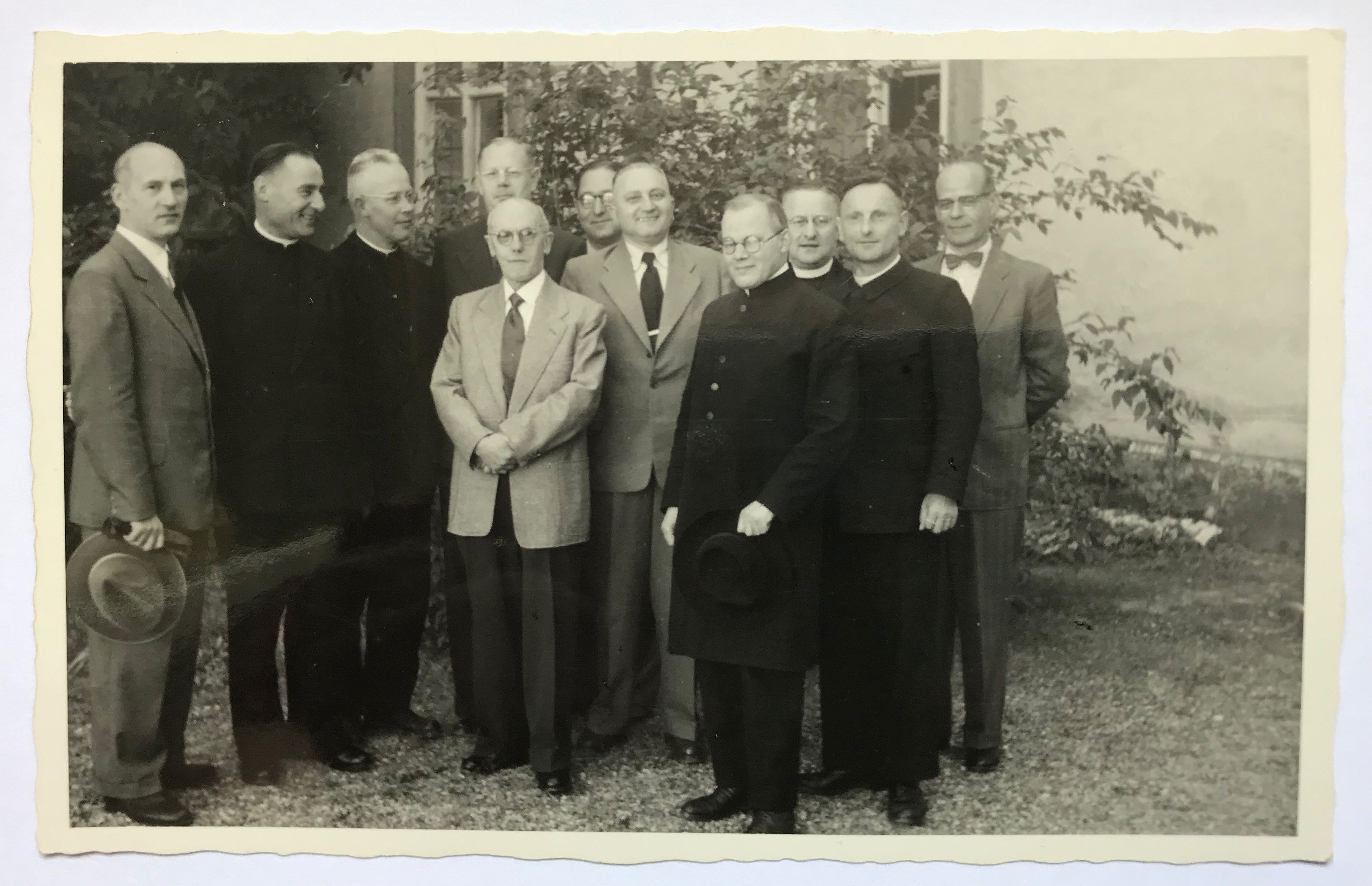
Philister der K.B.St.V Rhaetia, um 1955

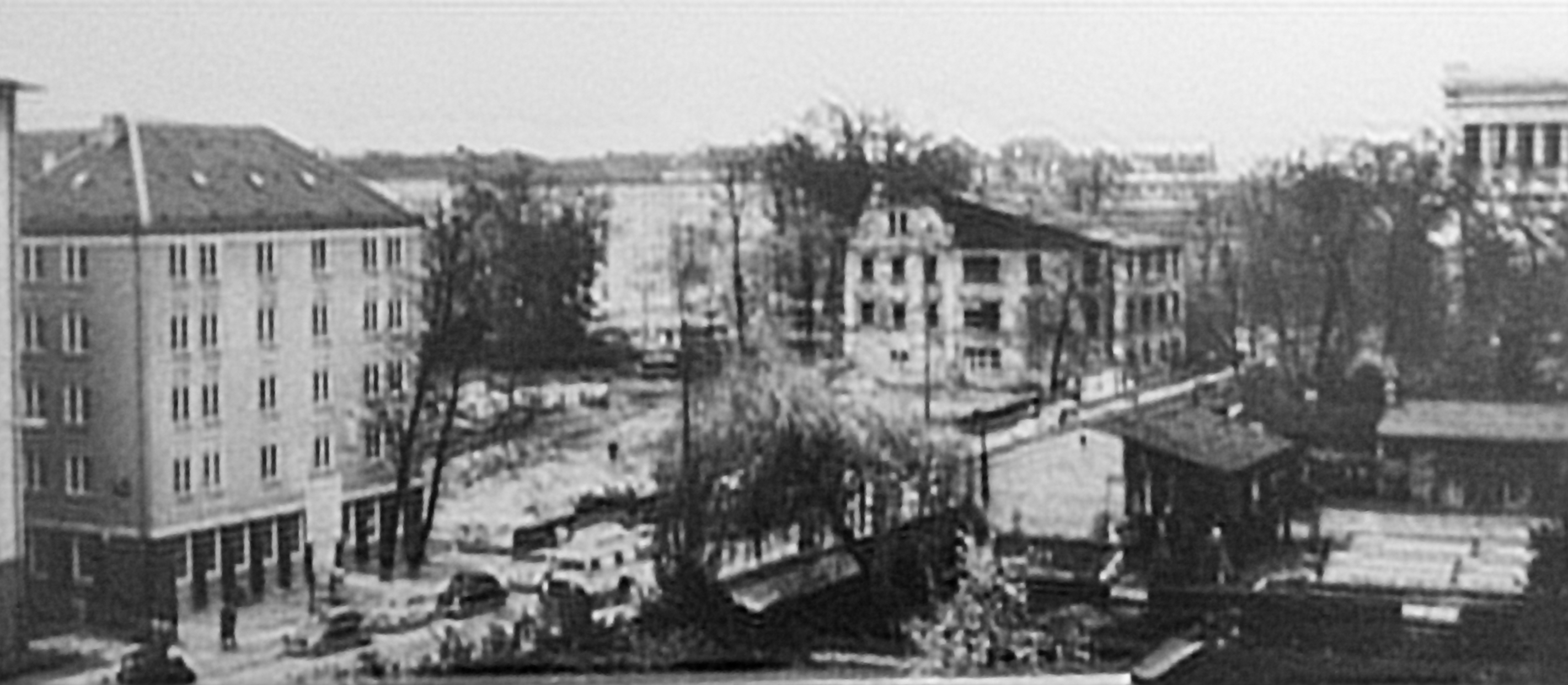
Das neue Rhaetenhaus (Luisenstr. 27, links) mit der zerstörten Hirth-Villa (Luisenstr. 31, Mitte) im Jahre 1958

Am 23. Juli 1947 wurde die Rhaetia im Hotel „Schottenhamel“ in München wiedergegründet und setzte schon im folgenden Jahr die Tradition des Fronleichnamszuges bis heute fort. Am 1. August 1948 wurde außerdem der erste Nachkriegs-Rhaeten-Herold veröffentlicht und die Rückgabe des Verbindungsvermögens, das heißt der Rhaetenhaus-Ruine, nach langen Verhandlungen möglich. 1951 waren wieder 60 Aktive zu verzeichnen. 1957 wurde dann mit dem Bau des neuen Rhaetenhauses begonnen. Auch in das Jahr 1957 fiel der Tod des langjährigen Philisterseniors Max Lebsche. Ihm folgten Hans Babl, Heinz-Günter Jäckle, Ministerialrat Maximilian Wilhelm, Ministerialdirigent Berndt Jäger und Hubertus Betz im Amt des Philisterseniors.
Seit 1964 besteht ein Freundschaftsverhältnis zur Akademischen Burschenschaft der Glanzenburger. Als Zeichen zur Verbundenheit mit der katholischen Kirche wurde beispielsweise 1989 Benedikt XVI., damals als Kardinal und ehemaliger Bischof von München und Freising, und Odilo Lechner sowie Johannes Eckert, Äbte der gegenüberliegenden Verbindungskirche „Abtei St. Bonifaz“, als Ehrenmitglieder aufgenommen. Der Ausdruck zur Verbindung zum Hause Wittelsbach und dem Freistaat Bayern zeigt sich in der Aufnahme des Herzogs Franz von Bayern als Ehrenmitglied Rhaetiae im Jahre 1997.

## Farben, Wahlspruch und Zirkel

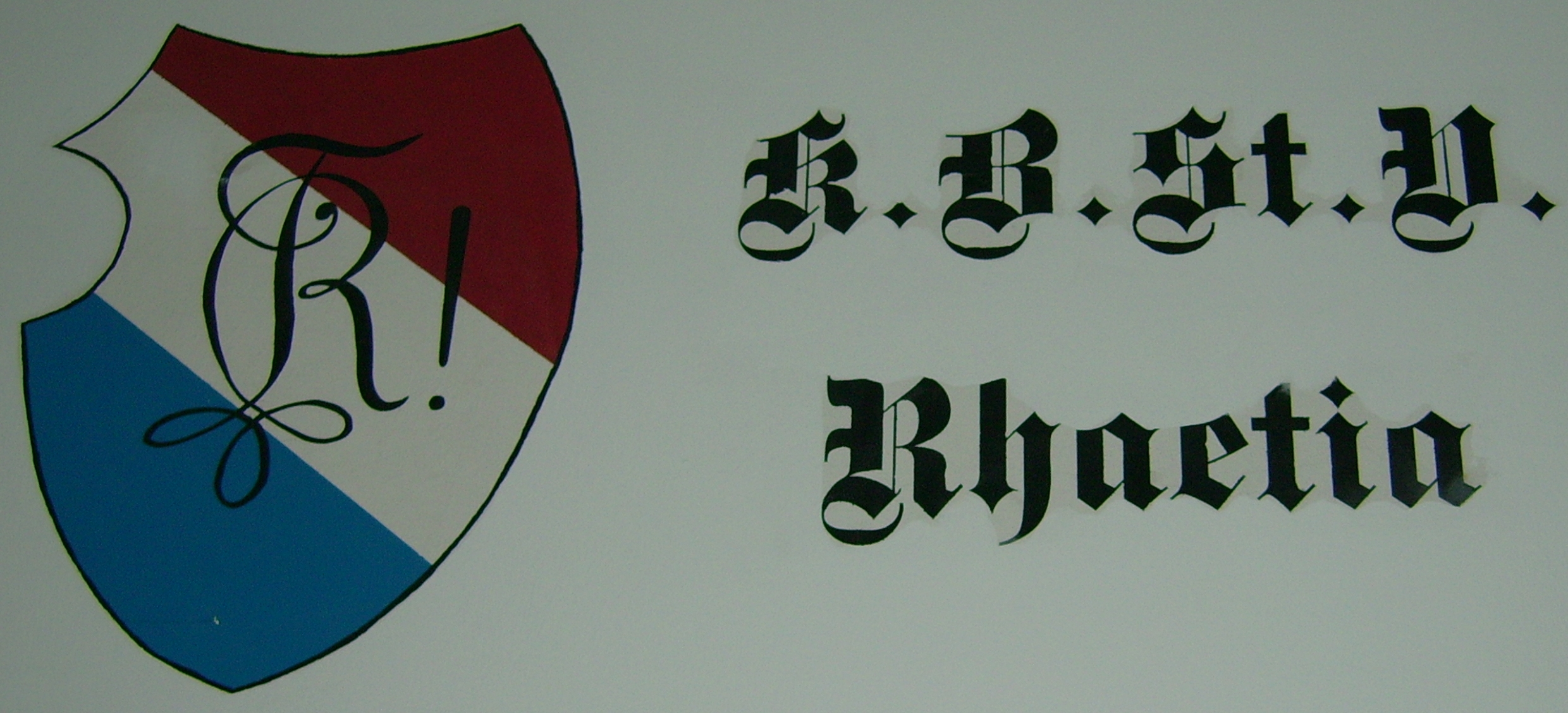
Der Rhaeten-Zirkel im Rhaetenhaus

Rhaetia ist eine farbentragende Verbindung. Ihre Farben sind kirschrot-weiß-hellblau. Diese stellen eine Kombination der bayerischen Landesfarben und der Urfarben der Grafen von Scheyern-Wittelsbach dar. Letzteres weist auf die stets enge Verbindung der Rhaetia zum Hause Wittelsbach hin. Die Farben sind außerdem Zeichen für Liebe, Unschuld und Treue. Dies ist auch der Grund, wieso das Fuchsenband die Farben „rot-weiß“ besitzt.
Der Wahlspruch Rhaetiae lautet „Cum fide virtus“, was die lateinische Übersetzung des Wahlspruches des Wittelsbacher Hausritterordens vom Hl. Hubertus und der bayerischen Armee „In Treue fest“ ist.
Der Zirkel besteht aus den Buchstaben „V“, „C“, „F“ und „R“. Die ursprüngliche Bedeutung ist nicht mehr zu rekonstruieren, steht aber wohl für „Vivat, crescat, floreat Rhaetia!“ (zu deutsch: Es lebe, wachse, blühe Rhaetia!).

## Prinzipien
Die vier Prinzipien sind Religio, Amicitia, Scientia und Bavaria. Damit wurden die Prinzipien der Aenania Religio, Amicitia und Scientia übernommen und um den Heimat-Gedanken erweitert. Angelehnt an die Bayerische Staatsangehörigkeit werden nur Studenten, die in Bayern geboren oder aufgewachsen sind, in die Verbindung aufgenommen. Die Definition schließt neben Bajuwaren die bayerischen Stämme Schwaben, Franken und nach Bayern eingewiesene Flüchtlinge ein. Der Bezug zu Bayern zeigt sich darin, dass das Bundeslied Rhaetiae mit den Worten Lass dein Bayernbanner fliegen beginnt und nach jeder offiziellen Veranstaltung die Bayernhymne gesungen wird.
Auch aus der Gründungszeit stammt es, dass sie in ihren Prinzipien eine freie Studentenverbindung ist und deshalb auch keinem Kartell (Dachverband) angehört. Des Weiteren wird seit 1885 das studentische Leibverhältnis praktiziert. Dabei gibt es die vier Leibfamilien „Autharis“, „Faßl“, „Gambrinus“ und „Kapfer“.

## Gliederung

Die Gaue innerhalb Bayerns

Die Verbindung hat etwa 35 aktive Mitglieder und 370 Philister, die in 14 Gaue eingeteilt sind:
1. Allgäu-Mittelschwaben
2. Augsburg/Nordschwaben/Uhlgau
3. Donau-Naab
4. Franken
5. Ingolstadt-Eichstätt
6. Landshut
7. Mühldorf
8. München und Umgebung
9. Pfaffenwinkel
10. Passau
11. Rosenheim/Rupertigau

Außerhalb Bayerns für verzogene Philister:
- Bonn-Niederrhein
- Württemberg/Pfalz/Oberrhein

## Rhaetenhaus

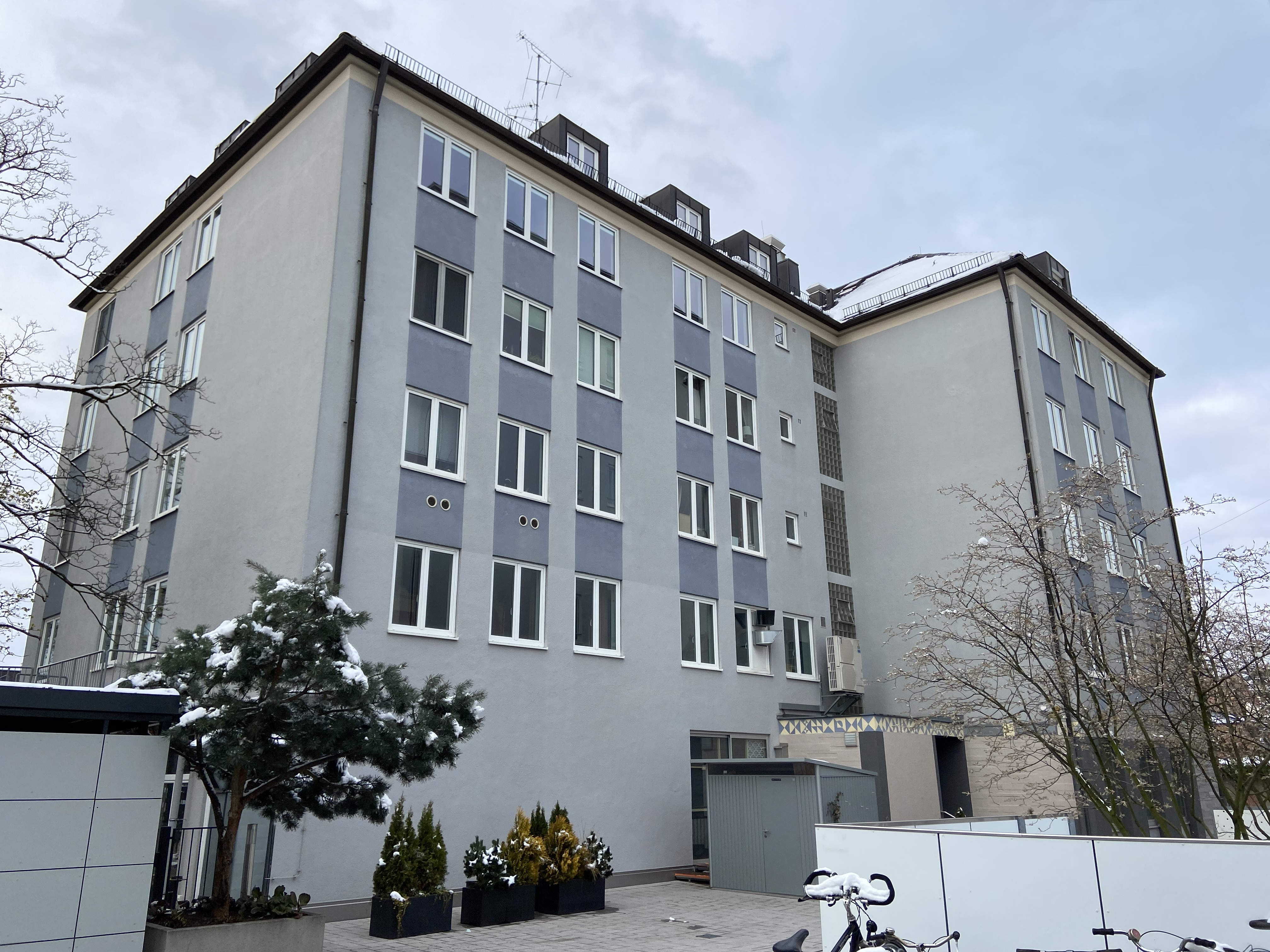
Hofansicht des Rhaetenhauses (2022)

Das Rhaetenhaus ist das Herz des Verbindungslebens und wurde in seiner heutigen Form 1958 errichtet.

### Baubeschreibung

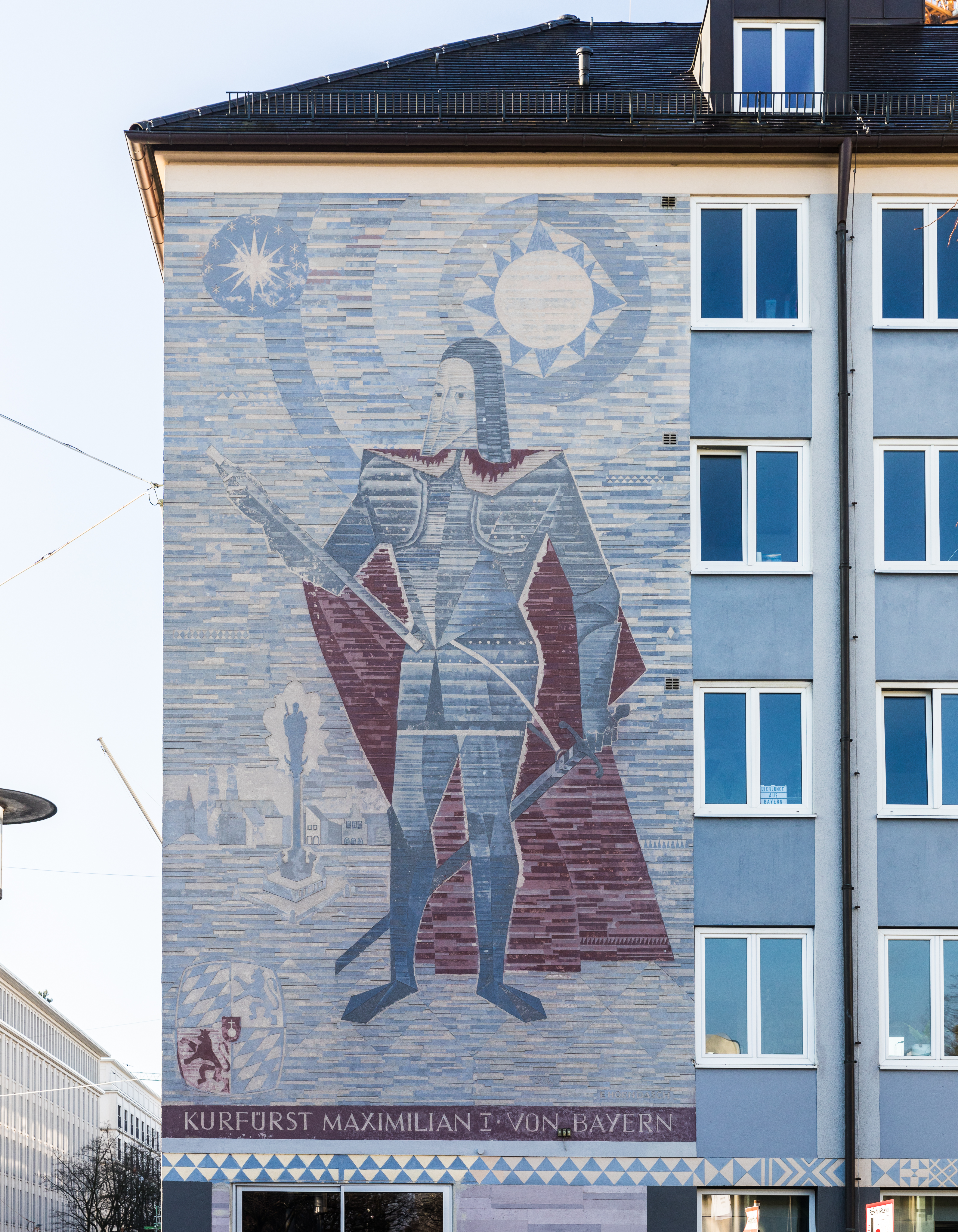
Maximilian I. an der Nordseite des Rhaetenhauses

Das Rhaetenhaus ist ein L-förmigen fünfstöckiges Gebäude mit Walmdach. Das Dachgeschoss wurde durch Gauben bewohnbar gemacht. Von Außen ist das Gebäude mit Sgraffito-Technik in weiß-blauer Farbe bedeckt. Besonders hervorzuheben ist die Darstellung von Maximilian I. in einer Größe von ungefähr acht Metern.

### Nutzung
Das Gebäude hat einen großen Kneipsaal im Erdgeschoss, in dem sich seit 2022 das Restaurant Jan von Jan Hartwig befindet.
Die Kegelbahn im Keller wird nicht mehr genutzt. Im ersten Stockwerk befindet sich ein kleiner Kneipsaal mit Flügel, Bar und Herrenzimmer. Im Gebäude befinden sich etwa 30 Wohneinheiten. Zusätzliche Gewerbeeinheiten sind der Jüdische Nationalfonds, Donum Vitae, eine arabischsprachige Gynäkologin und eine Anwaltskanzlei. Im Dachgeschoss ist die Bibliothek mit Flügel und Archiv.

### Lage
Das Haus befindet sich in der Münchner Luisenstraße in der Maxvorstadt am Königsplatz mit Blick auf die Propyläen. Gegenüber befindet sich die Liga Bank sowie das Kloster St. Bonifaz mit Klosterkirche und Klostergarten. Die beiden Anwesen haben eine lange gemeinsame Tradition und die Klosterkirche wurde im Zweiten Weltkrieg ebenfalls stark zerstört. Nördlich befindet sich eine Berufsschule in der Luisenstr. 29. Das Rhaetenhaus befindet sich zwischen den Ausgängen der U-Bahn-Haltestelle Königsplatz der U2. Die Gleise der U1 zwischen Hauptbahnhof und Stiglmaierplatz verlaufen unter dem Grundstück.

### Geschichte

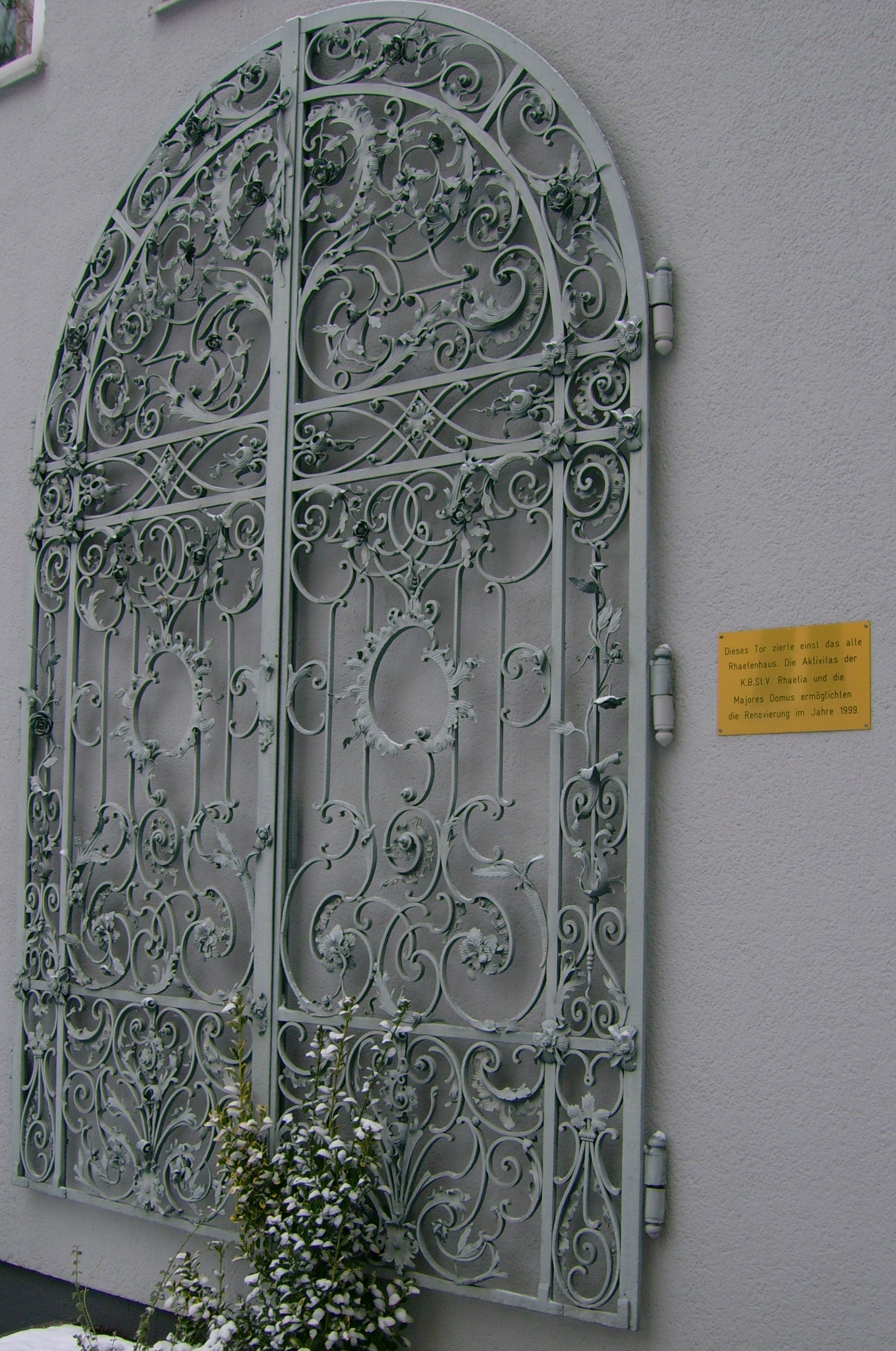
Das Gartentor des ehemaligen Rhaetenhauses

In der Anfangszeit der Verbindung hat man sich zunächst in verschiedenen Gaststätten getroffen. 1928 konnte dann der wichtige Schritt erfolgen sich ein eigenes Verbindungshaus anzuschaffen. Dieses befand sich in der Ludwigsvorstadt. Dies sollte aber nicht lange die Heimstätte für die Rhaeten bleiben und so erfolgte 1933 der Umzug in die Hirth-Villa, einem von Leonhard Romeis geschaffenen Gebäude in der Maxvorstadt. Jedoch wurde die Rhaetia nach dem allgemeinen Verbot aller katholischen Studentenverbindungen 1938 durch die Nationalsozialisten enteignet. Durch verschiedene Luftangriffe auf die Maxvorstadt während des Zweiten Weltkrieges glich das Haus 1945 einer Ruine. Nachdem die Rhaetia das Haus von der amerikanischen Besatzungsverwaltung zurückerhalten hatte, machten die Rhaeten das Haus in mühevoller Arbeit nach dem Abtragen von 700 m³ Schutt wieder bewohnbar. Jedoch waren die großen Schäden am Haus irreparabel und so wurde auf Drängen der Stadt München hin, die an dieser Stelle eine Berufsschule errichten wollte, die alte Hirth-Villa abgerissen. Der Baubeginn des neuen Rhaetenhauses war im Mai 1957. Dabei erhielt es eine sehr seltene Dekoration an der Front beziehungsweise der Nordseite in der Kunsttechnik „Sgraffito“. Das 1958 erstellte Sgraffito wurde von einem Rhaetia-Mitglied selbst, dem Künstler Erich Horndasch erstellt, was das Haus zu einem in der Nachkriegszeit erschwinglichen Preis in besonderem Maße verschönert und es für die Rhaetia individualisiert hat. Mit dem Stiftungsfest am 8. November 1958 wurde das Haus offiziell eingeweiht. Im Jahre 2007 wurde die Fassade des Hauses restauriert, da die Zeit und der Straßenschmutz die Farbe verblassen und grau werden ließen.

## Bekannte Mitglieder

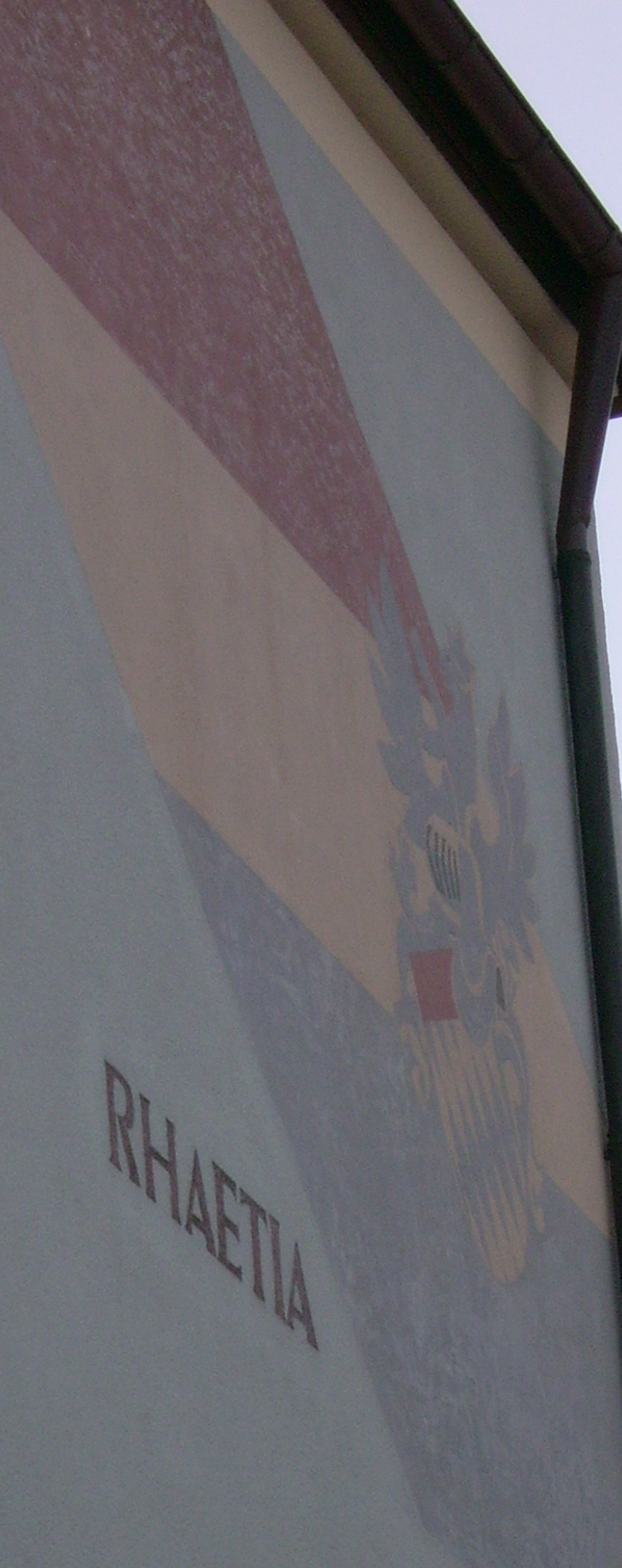
Aufschrift Rhaetia an der Hausfaçade

- Isidor Silbernagl (1831–1904), Theologe, Kirchenhistoriker und Kanonist
- Joseph von Bach (1833–1901), Theologe und Professor für Religionsphilosophie
- Johann Baptist Sigl (1839–1902), Gründer und Verleger der Zeitung „Das Bayerische Vaterland“
- Thomas Stangl (1854–1921), klassischer Philologe an der Universität Würzburg (Ehrenmitglied)
- Wilhelm Widmann (1859–1939), Kirchenmusiker und Domkapellmeister
- Gregor Danner (1861–1919), Geistlicher und Abt
- Carl Weyman (1862–1931), klassischer Philologe
- Jakob Kroher (1863–1958), Jurist und Politiker
- Georg Heim (1865–1938), Führer der katholischen Bauernbewegung und Gründer der Bayerischen Volkspartei
- Johann Göttsberger (1868–1958), katholischer Theologe (Ehrenmitglied)
- Norbert Weber OSB (1870–1956), Missionsbenediktiner und Erzabt des Klosters St. Ottilien (Ehrenmitglied)
- Ludwig Ruland (1873–1951), Geistlicher und Professor für Moraltheologie (Ehrenmitglied)
- Hans Rauch (1876–1936), Politiker (BVP) und Zweiter Vizepräsident des Reichstages
- Hans Hausmann (1876–1933), Verwaltungsjurist (Oberregierungsrat) und Bezirksamtmann
- Johann Evangelist Müller (1877–1965), Bischof des Bistums Stockholm (Ehrenmitglied)
- Georg Rattel (1882–1950), Kommunalpolitiker (Bayerische Volkspartei) sowie Stadtrat und Bürgermeister von Bamberg
- Peter Schneider (1882–1958), Heimatforscher (entschied sich bei der Trennung 1924 der Franco-Raetia anzugehören)
- Paul Kiem (1882–1960), Musikant und Volksliedsammler
- Wilhelm Diess (1884–1957), bayerischer Erzähler
- Anton Glas (1885–1953), Pädagoge
- Max Lebsche (1886–1957), Arzt und Gegner des Nationalsozialismus
- Corbinian Hofmeister OSB (1891–1966), Abt des Klosters Metten, NS-Widerstandskämpfer (Ehrenmitglied)
- Hugo Lang (1892–1967), Benediktinerabt
- Josef Listl (1893–1970), Oberbürgermeister von Ingolstadt (1930–1945 und 1956–1962)
- Joseph Freundorfer (1894–1963), Theologe und Bischof von Augsburg
- Romuald Bauerreiß (1893–1971), Theologe und Historiker (Ehrenmitglied)
- Anton Graf von Arco auf Valley (1897–1945), Mörder von Kurt Eisner
- Michael Schmaus (1897–1993), Priester und Hochschullehrer für Theologie und Dogmatik
- Max Eckert (1897–1975), Sportfunktionär
- Alois Hundhammer (1900–1974), bayerischer Staatsminister und Landtagspräsident
- Emil Franzel (1901–1976), Historiker und Autor
- Karl Bosl (1908–1993), Historiker und Inhaber des Lehrstuhls für Bayerische Landesgeschichte an der Universität München
- Eugen Goßner (1911–1992), Lungenfacharzt und Sportmediziner
- Konrad Lax (1914–2007), Politiker (parteilos) und Landrat des Landkreises Füssen
- Fritz Stippel (1915–1974), Pädagogikprofessor
- Matthias Defregger (1915–1995), Weihbischof im Erzbistum München und Freising
- Max Ziegelbauer (1923–2016), Theologe, emeritierter Weihbischof des Bistums Augsburg und Ehrenbürger der Stadt Memmingen
- Franz Heubl (1924–2001), Politiker (CSU), Mitglied im bayerischen Landtag (1953–1990) und bayerischer Landtagspräsident (1978–1990)
- Benno Hubensteiner (1924–1985), Historiker
- Wolf-Dieter Montag (1924–2018), Sportmediziner und -funktionär
- Erich Horndasch (1926–2010), Künstler
- Walter Asam (1926–2002), Landrat des Landkreises Schrobenhausen bzw. ab 1972 des Landkreises Neuburg-Schrobenhausen
- Franz Burgey (1927–2018), Pfarrer und Theologe
- Benedikt XVI. (1927–2022), 265. Papst der katholischen Kirche, Theologe, Hochschullehrer und Geistlicher (Ehrenmitglied)
- Walter Brugger (* 1928), Theologe und Autor von Büchern über Kunst- und Landesgeschichte von Altbayern
- Hubert Glaser (1928–2019), deutscher Historiker (Ehrenmitglied)
- Josef Hölzle (* 1929), Historiker und Ehrenbürger von Pfaffenhausen
- Karl Luchner (1929–2001), Physiker und Physikdidaktiker
- Helmut Kalkbrenner (1930–1984), Parteivorsitzender der Bayernpartei und der Bayerischen Staatspartei
- Walter Zaengl (1931–2014), Professor für Hochspannungstechnik
- Herbert Kempfler (* 1931), Politiker (CSU)
- Friedrich Kroneck (1931–2015), deutscher Diplomat, unter anderem erster Botschafter in Albanien
- Hans Hermann Lechner (1931–2020), Volkswirt
- Wilhelm Gessel (1933–2006), Patrologe
- Konrad Breitrainer (* 1933), Politiker (CSU)
- Alfred Bayer (* 1933), Politiker (CSU)
- Franz Herzog von Bayern (* 1933), Oberhaupt des Hauses Wittelsbach
- Winfried Zehetmeier (1933–2019), freischaffender Künstler sowie langjähriger Zweiter Bürgermeister und Stadtrat der Landeshauptstadt München (CSU)
- Adolf Eberhart (* 1935), Diplomat und Botschafter in Panama
- Dieter Schwab (* 1935), emeritierter Professor für Bürgerliches Recht, deutsche Rechtsgeschichte und Kirchenrecht
- Adolf Müller (* 1935), Landrat des Landkreises Ostallgäu
- Hans Zehetmair (1936–2022), ehemaliger Staatsminister für Unterricht, Kultus, Wissenschaft und Kunst
- Helmut Zöpfl (* 1937), Pädagoge und Professor der Schulpädagogik
- Erich Dandorfer (1938–2021), Bundesbankdirektor[19]
- Toni Glas (1940–2021), Passauer Studiendirektor, Kirchenmusiker und Chorleiter[20]
- Kurt Faltlhauser (* 1940), Politiker (CSU)
- Paulus Maria Weigele OSB (* 1943), Benediktiner und emeritierter Abt der Abtei Ottobeuren (Ehrenmitglied)
- Anton Mertl (* 1946), Rechtsanwalt
- Alfons Schweiggert (* 1947), Schriftsteller und Illustrator
- Jörg Hillinger (1947–1999), Ltd. Oberstaatsanwalt und Ankläger von Max Strauß[21]
- Günter Freiherr von Gravenreuth (1948–2010), Rechtsanwalt und Verleger, wurde 2010 dimittiert[22]
- Ludwig Spaenle (* 1961), bayerischer Staatsminister für Unterricht und Kultus (2008–2018)
- Florian Herrmann (* 1971), Politiker (CSU), seit 2018 Leiter der bayerischen Staatskanzlei